# تل محمدميرزا (مقاطعة دورة)
تل محمدميرزا (بالفارسية: تل محمدمیرزا) هي قرية تقع في Shurab Rural District في إيران.